# Златка чёрная
Златка чёрная или чернозлатка черная (Capnodis tenebrionis) — вид жуков-златок рода Capnodis из подсемейства Chrysochroinae.

## Описание

### Имаго
Длина тела 14—28 мм. Окраска тела черная, иногда с бронзовым отливом. Лоб слабо продольно вдавлен, в редкой крупной пунктировке точками. Усики короткие, не доходят до передних тазиков, их вершинные членики сильно поперечные. Переднеспинка поперечная, немного шире надкрылий. Её диск в точечной пунктировке, с несколькими крупными и многочисленными мелкими гладкими рельефными пятнышками. Поверхность переднеспинки вокруг предщиткового углубления в основном в точечной пунктировке, густо-точечная и покрыта белым восковым налетом, с несколькими крупными и многочисленными мелкими тёмными блестящими рельефными пятнами. Передний край переднегруди имеет выемку с вдающимся углом. Задний отросток переднегруди окаймлен собранными в ряд точками.
Вершины надкрылий широкие, слегка оттянутые. Сами надкрылья почти клиновидно сужены к слегка оттянутой вершине. Бороздки надкрылий отчетливо выраженные, образованы из удлиненных точек.
Половой диморфизм: анальный стернит у самцов прямо срезан на вершине, а с боков закруглен; у самок же он оттянут и закруглен на вершине. Также самцы меньше самок.

### Преимагинальные стадии

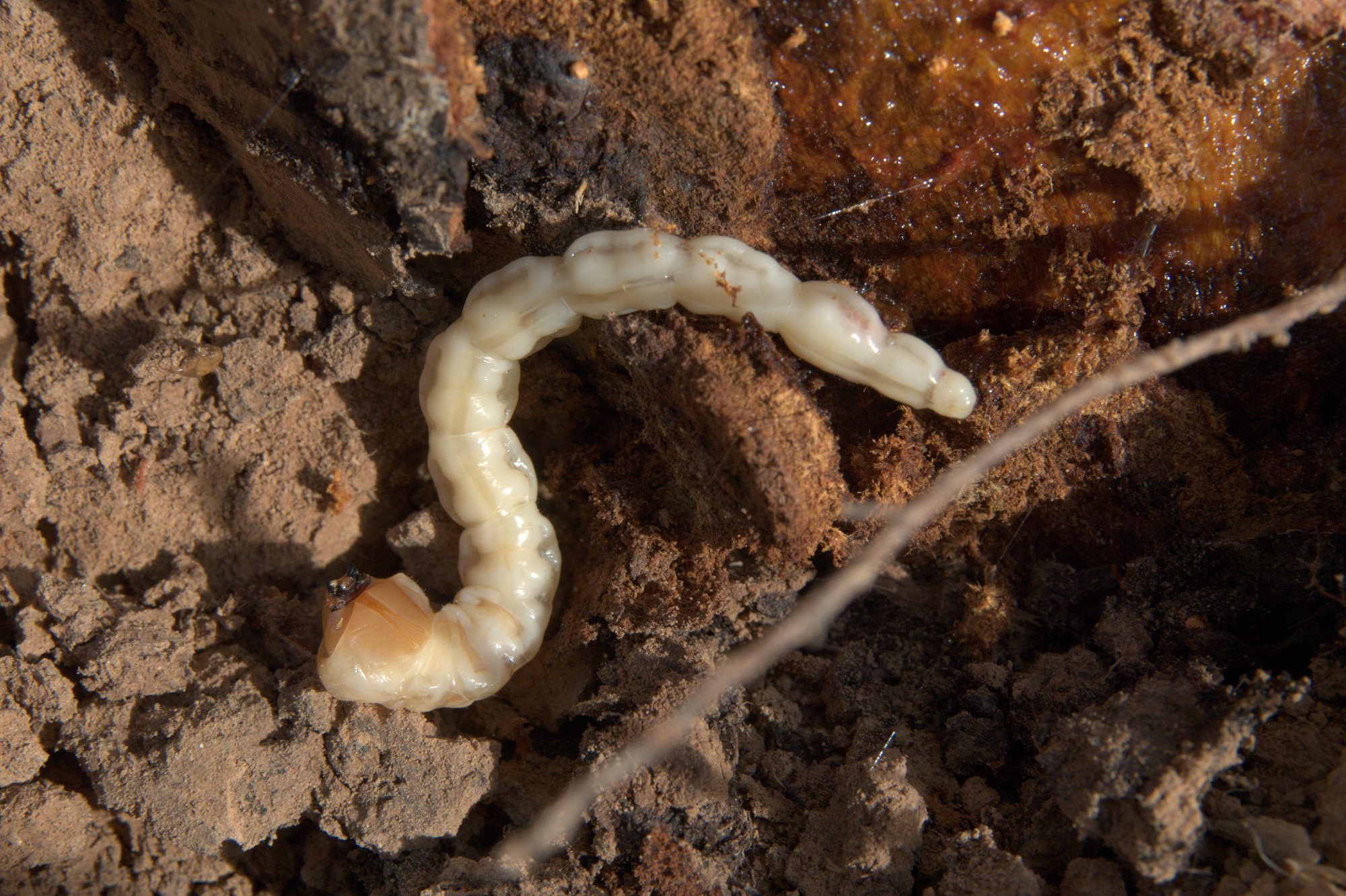
Личинка

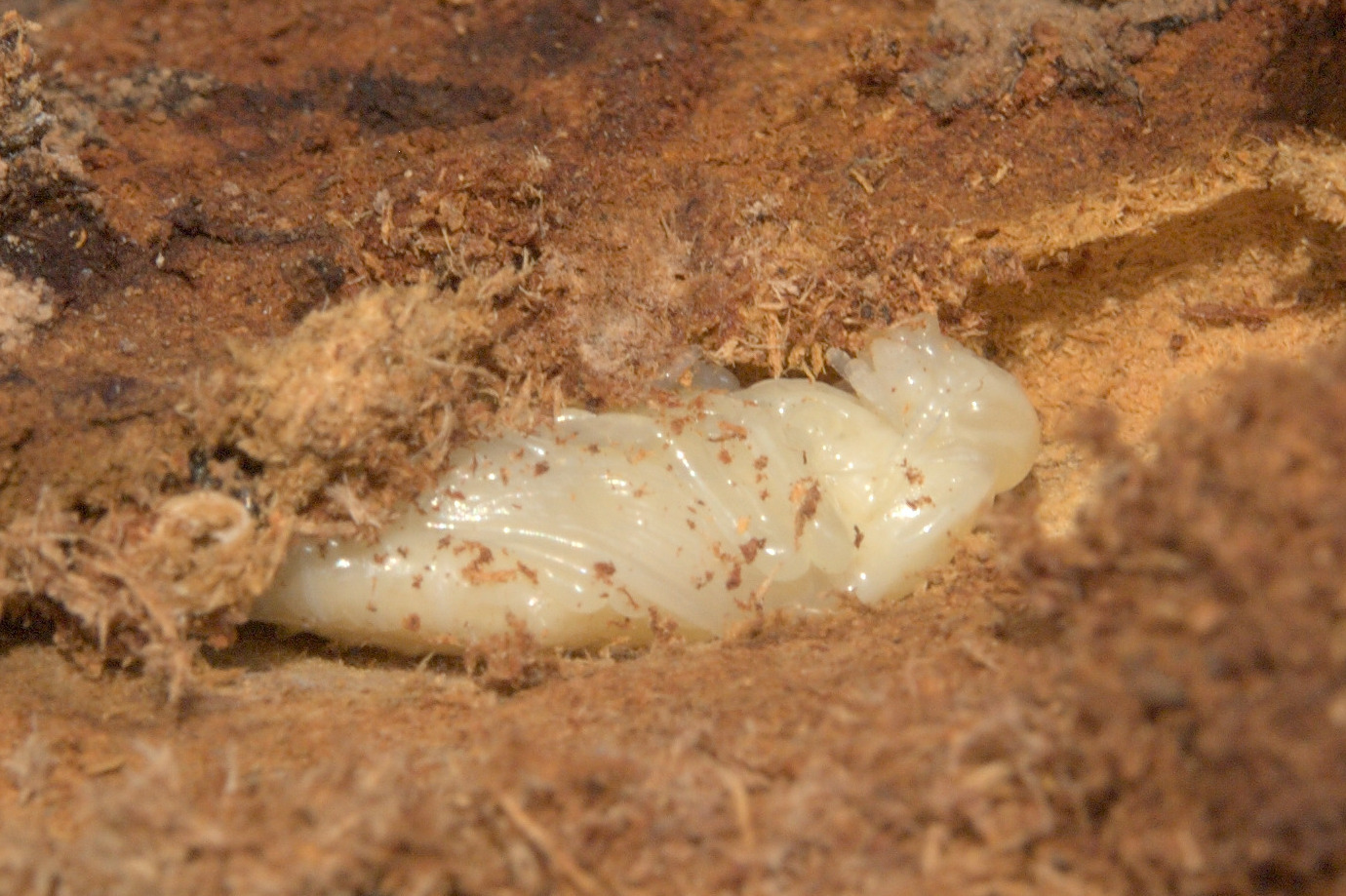
Куколка

Яйцо белого цвета, эллиптической формы, 1,5 х 1 мм.
Личинка концу развития длиной до 70 мм, безногая, желтовато-белого цвета. Тело состоит из 13 сегментов в виде цепочки и резко обособленных друг от друга. Переднегрудной сегмент сильно расширен.
Верхняя губа личинки спереди слабо закруглена, а её боковые лопасти почти не выражены. Наличник спереди без выемок, сверху его поверхность гладкая. Срединные ямки крупного размера, расставленные.
Куколка желтовато-белая, с заметными ногами, крыльями и усиками, длиной до 28 мм.

## Ареал
Средняя и Южная Европа, Северная Африка, Турция, Ближний Восток, Иран. Населяет юг европейской части России, Нижнее Поволжье, Молдавию, юг Украины, Предкавказье, Кавказ, Западный Казахстан, Туркменистан.
В горах встречается на высоте до 1600 м н.у.м

## Экология

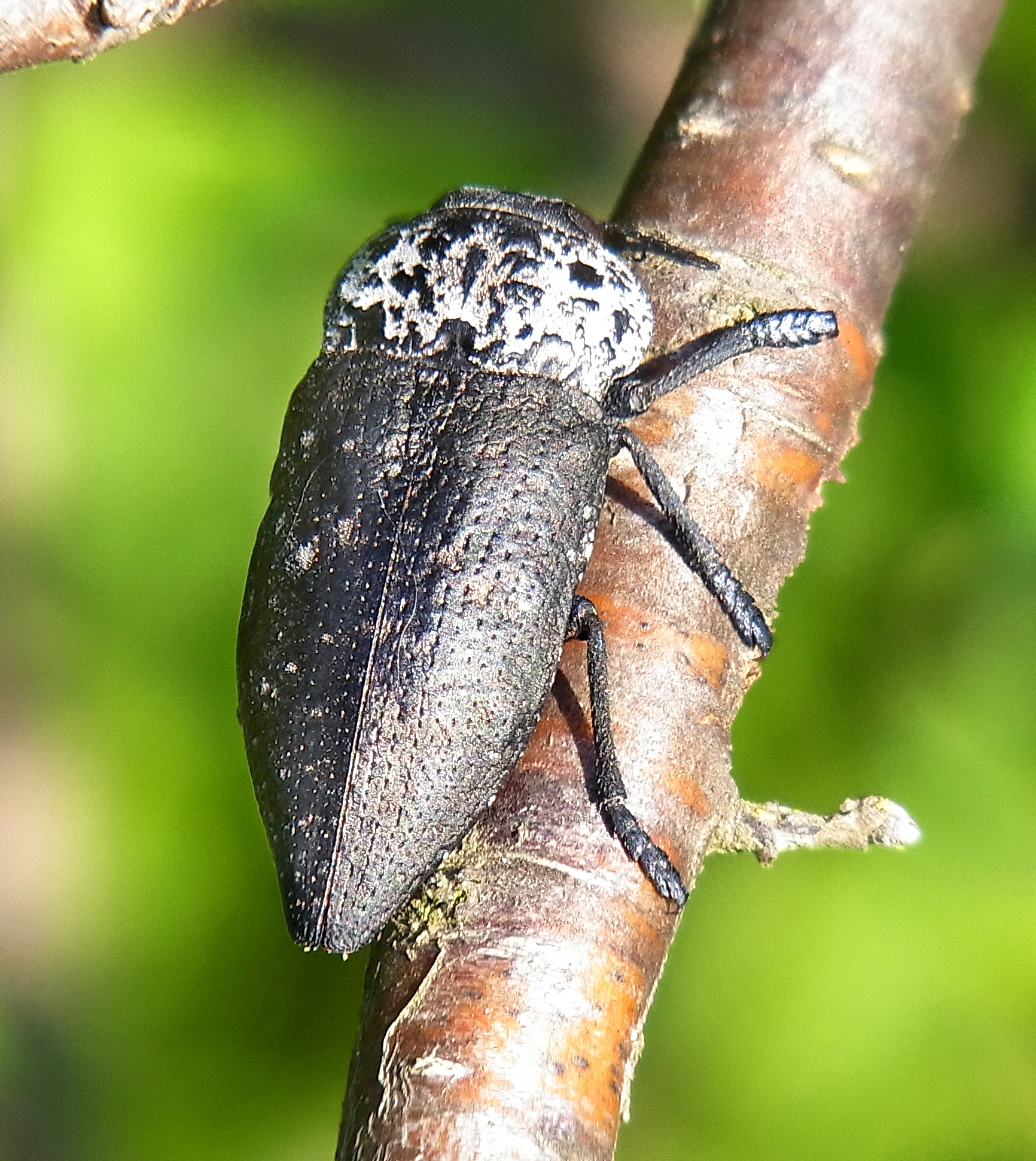
Имаго

Генерация обычно трёхлетняя. Зимует как на стадии личинки, так и имаго. Жуки появляются в конце апреле-начале мая, после чего сразу же начинают питаться. теплолюбивы вид, оптимальной температурой для развития которого является +28 — +33 °C. Лёт жуков продолжается всё лето и часть жуков летает и на следующее лето, после зимовки.
Наибольшая активность жуков отмечается в яркие солнечные дни. Жуки очень осторожны и при опасности перебегают на противоположную сторону ветки либо падают на землю
Период спаривания длится до сентября. Через две недели после выхода из почвы самки уже начинают откладывать яйца. Одна самка откладывает от 250 до 2500 яиц. Самка откладывает яйца на опавшие листья, в трещины и ямки почвы, на корневые шейки растений, отдавая предпочтения сухому субстрату. Стадия яйца длится 10—20 дней. Личинка вбуравливается в корни кормовых пород где и происходит её дальнейшее развитие. Кормовыми породами могут выступать: абрикос, персик, слива, вишня, алыча, черешня, тёрн и другие косточковые культуры.
Личинка зимует дважды. В течение развития выгрызают под корой корней широкие ходы, набитые буровой мукой. Сами ходы располагаются обычно ниже корневой шейки, опускаются на глубину до 30 см. В толстых корнях ходы могут захватывать только некоторую часть наружных слоев древесины, в тонких — до половины и более поперечного разреза корня. Закончив своё развитие, личинки выгрызают овальную колыбельку в области корневой шейки.
Окукливание происходит в конце весны — в июне. Стадия куколки от 10—12 дней до месяца. Вышедшие из куколки имаго питаются, а затем уходят в зимнюю диапаузу.

## Хозяйственное значение
Вид на стадии личинки и имаго может вредить саженцам и молодым плодовым деревьям. Жуки грызут кору молодых веток, черешки листьев, могут выгрызать почки у плодовых деревьев, предпочитая косточковые. При массовом размножении, оказываемые ими повреждения могут приводить к дефолиации молодых деревьев. Экономическое значение данного вида, как вредителя наиболее велико в южных регионах с засушливым климатом, особенно в Восточной Грузии, Армении и Азербайджане.
Для борьбы в период яйцекладки проводят поливы садов, что вызывает гибель большинства отложенных яиц. На участках приусадебных садов рекомендуется стряхивание жуков с деревьев с последующим сбором и уничтожением. Химический способ борьбы заключается опрыскивании крон и почвы под деревьями пиретроидами, фосфорорганическими соединениями, неоникотиноидами.